# North Norfolk
North Norfolk – dystrykt w hrabstwie Norfolk w Anglii. W 2011 roku dystrykt liczył 101 499 mieszkańców.

## Miasta
- Cromer
- Fakenham
- Holt
- North Walsham
- Sheringham
- Stalham
- Wells-next-the-Sea

## Inne miejscowości
Alby with Thwaite, Aldborough, Alethorpe, Antingham, Ashmanhaugh, Aylmerton, Baconsthorpe, Bacton, Bale, Banningham, Barney, Barsham, Barton Turf, Beeston Regis, Bessingham, Binham, Blakeney, Bodham, Bradfield, Briningham, Brinton, Briston, Brumstead, Catfield, Cley next the Sea, Colby, Corpusty, Crostwight, Dilham, Dunton, East Barsham, East Beckham, East Raynham, East Ruston, Eccles on Sea, Edgefield, Edingthorpe, Erpingham, Felbrigg, Felmingham, Field Dalling, Fulmodeston, Gimingham, Great Ryburgh, Great Snoring, Gresham, Gunthorpe, Hanworth, Happisburgh, Helhoughton, Hempstead near Holt, Hempton, Hickling, High Kelling, Hindolveston, Hindringham, Holkham, Honing, Horning, Horsey, Houghton Saint Giles, Hoveton, Hunworth, Ingham, Ingworth, Irstead, Itteringham, Kelling, Kelling Heath, Kettlestone, Knapton, Langham, Lessingham, Letheringsett with Glandford, Little Barningham, Little Snoring, Ludham, Matlaske, Melton Constable, Morston, Mundesley, Neatishead, North Barsham, Northrepps, Ostend, Overstrand, Paston, Plumstead, Potter Heigham, Pudding Norton, Raynham, Ridlington, Roughton, Runton, Ryburgh, Salthouse, Saxlingham, Saxthorpe, Scottow, Sculthorpe, Sea Palling, Sharrington, Shereford, Skeyton, Sloley, Smallburgh, South Raynham, Southrepps, Stibbard, Stiffkey, Stody, Suffield, Sustead, Sutton, Swafield, Swanton Abbott, Swanton Novers, Tatterford, Tattersett, Testerton, Thornage, Thorpe Market, Thurgarton, Thurning, Thursford, Trimingham, Trunch, Tunstead, Upper Sheringham, Walcott, Walsingham, Warham, Waxham, Wayford Bridge, West Barsham, West Beckham, West Raynham, West Runton, Westwick, Weybourne, Wickmere, Wighton, Witton, Wiveton, Wood Norton, Worstead.